# The Elder Scrolls II: Daggerfall
The Elder Scrolls II: Daggerfall — відеогра жанру action RPG, розроблена і видана Bethesda Softworks 20 вересня 1996.
Є другою в своїй серії. Попередня гра — The Elder Scrolls: Arena вийшла в 1994 році. Продовження — The Elder Scrolls III: Morrowind вийшло в 2002 році. З 9 липня 2009 року гра переведена в розряд abandonware і доступна для вільного завантаження.

## Ігровий процес
Події «Daggerfall», як і у інших ігор серії The Elder Scrolls, розвиваються на вигаданому континенті Тамріель, в тому числі і в королівстві Даггерфолл. Поїздки по ньому ускладнюються ще й великою кількістю ворогів.
«Daggerfall» на даний момент — найбільша гра серії The Elder Scrolls: близько 161 600 квадратних кілометрів, з більш ніж 15 000 міст, сіл, і печер, які можна досліджувати і близько 750000 NPC. За словами Тодда Говарда, програміста Elder Scrolls, наступна у серії гра, «The Elder Scrolls III: Morrowind» займає 0,01 % від розміру «Daggerfall». Частина Морровінда, доступна для дослідження, тобто острів Вварденфелл, приблизно дорівнює 25.9 квадратним кілометрам, включаючи прибережні області (головний острів займає приблизно 6 квадратних миль). «The Elder Scrolls IV: Oblivion» має приблизно 41,4 квадратних кілометрів для дослідження. А в «The Elder Scrolls V: Skyrim» близько 30,0 квадратних кілометрів. У «Daggerfall», є близько 750 000 NPC, які можуть взаємодіяти з гравцем, в порівнянні з приблизно 1000 NPC в Morrowind і Oblivion.